# Эккарт, Дитрих
Дитрих Эккарт (нем. Dietrich Eckart, 23 марта 1868, Ноймаркт — 26 декабря 1923, Берхтесгаден) — немецкий журналист, драматург, поэт и политик. Был одним из основателей Немецкой рабочей партии (Deutsche Arbeiterpartei, DAP), позже преобразованной в НСДАП. Оказал ключевое влияние на Адольфа Гитлера в начальный период нацистского движения. Был участником «Пивного путча» 1923 года.
Умер вскоре после путча. В нацистскую эпоху был повышен в статусе до крупного мыслителя и писателя.

## Биография
Эккарт родился 23 марта 1868 года в Ноймаркте, Германия (примерно в 30 км к юго-востоку от Нюрнберга), сын королевского нотариуса и адвоката. Его мать умерла, когда ему было десять лет, а в 1895 году умер его отец, оставив своему сыну хорошее наследство.
Эккарт первоначально изучал медицину в Мюнхене, но решил в 1891 году устроить свою жизнь в качестве поэта, драматурга и журналиста. Он переехал в Берлин в 1899 году, где написал ряд пьес, часто автобиографических, стал протеже графа Георга фон Гюльзен-Гезелера, художественного руководителя Нового королевского придворного театра. Эккарт был очень успешным драматургом, особенно успешной стала постановка по произведению «Пер Гюнт» Генриха Ибсена: было проведено более 600 выступлений в Берлине. Благодаря этому успеху, сделавшему Эккарта богатым человеком и давшему ему связи в обществе, Гитлер был введён в высшее общество и познакомился с десятками его представителей. Эти знакомства оказались ключевыми в конечном приходе Гитлера к власти.
Позже Эккарт разработал идеологию «гения сверхчеловека», основанную на сочинениях Ланца фон Либенфельса, он также учитывал взгляды Артура Шопенгауэра и Ангелуса Силезиуса. Он также был очарован буддийской доктриной Майя (иллюзия). Эккарт любил и отождествлял себя с «Пер Гюнтом», но никогда не испытывал большой симпатии к научному методу.
В 1918-1920 годах Эккарт писал антисемитские статьи в журнале Auf gut deutsch, который издавал вместе с Альфредом Розенбергом и Готфридом Федером. Эккарт являлся яростным критиком Веймарской республики, был категорически против Версальского договора, который рассматривал как предательство. Эккарт был сторонником так называемой «легенды об ударе ножом в спину», обвинявшей социал-демократов и евреев в поражении Германии в Первой мировой войне.
Эккарт принимал участие в создании Deutsche Arbeiterpartei (Немецкая рабочая партия) вместе с Готфридом Федером и Антоном Дрекслером в 1919 году, которая позднее была переименована в Nationalsozialistische Deutsche Arbeiterpartei (Национал-социалистическая немецкая рабочая партия, НСДАП). Дитрих был издателем газеты НСДАП, Völkischer Beobachter, а также написал поэму «Йойрио», строка из которой «Deutschland erwache!» (Германия, пробудись!) стала одним из лозунгов нацистской партии и была вышита на партийных штандартах.

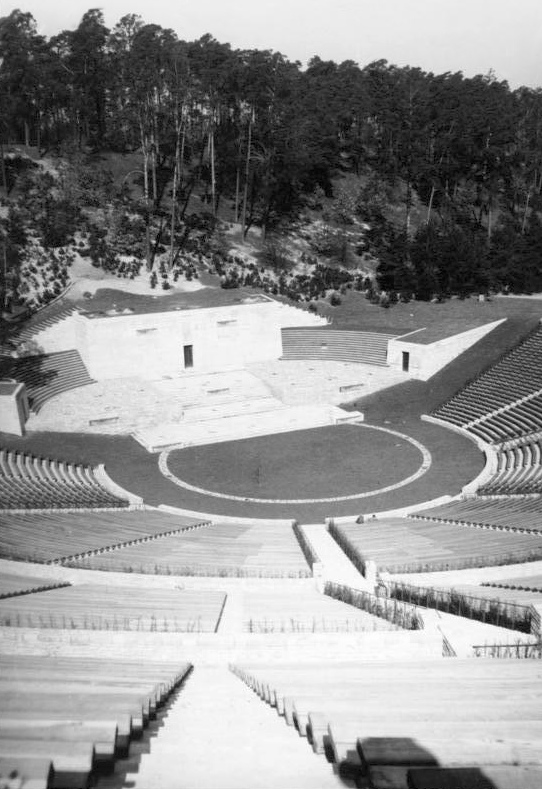
Открытый театр Дитриха Эккарта, 1939

Эккарт встретился с Гитлером во время речи перед членами партии в 1919 году. Эккарт был связан с Обществом Туле, группой оккультистов, которые верили в пришествие «немецкого мессии», который вернёт Германии былое величие после её поражения в Первой мировой войне. Эккарт выразил ожидание в стихотворении, которое он написал за месяц до первой встречи с Гитлером. Стихотворение Эккарта называется «Великий». Когда Эккарт встретился с Гитлером, он был убеждён, что он столкнулся с пророчеством Искупителя. Эккарт оказал значительное влияние на Гитлера в последующие годы и считается, что помог формированию теории и идеологии нацистской партии. Только несколько человек имело такое же влияние на Гитлера в его жизни.
В период между 1920 и 1923 годами Эккарт и Розенберг трудились неустанно на службе у Гитлера и партии. В 1921—1922 годах они были соредакторами партийной газеты «Фёлькишер Беобахтер». Чтобы собрать средства для партийной газеты, Эккарт представил Гитлера влиятельным кругам, которые в конечном итоге создали фонд нацистской партии. Во время пребывания в доме богатого производителя в Берлине Гитлер получил уроки публичных выступлений. Песня на стихотворение Д. Эккарта «Штурм» стала одной из самых популярных нацистских песен.
«Теоретической основой» пропагандистской деятельности НСДАП стала среди прочего брошюра Эккарта «Большевизм от Моисея до Ленина. Мои беседы с Адольфом Гитлером». Это был свод антисемитских вымыслов и рассуждений о «процентном рабстве», «заговоре мирового большевизма» и «еврейства», который завершался призывами к «единению нации», «национальной дисциплине» и «оздоровлению германского духа».
В 1921 году Эккарт объявил, что каждой еврейской матери, которая докажет, что три её сына провели на передовой не менее трёх недель каждый, он выплатит тысячу рейхсмарок. После получения 70 подобных заявок, в том числе от еврейской семьи, пославшей на фронт 8 сыновей, попытался уклониться от выплаты, но вынужден был сделать это по суду.
9 ноября 1923 года Эккарт участвовал в неудачном Пивном путче. 13 ноября он был арестован и помещен в Ландсбергскую тюрьму вместе с Гитлером и другими руководителями партии, но из-за болезни был освобождён вскоре после этого (20 декабря). Он умер от сердечного приступа в Берхтесгадене 26 декабря 1923 года. Похоронен на старом кладбище Берхтесгадена.
Историки нацизма называли его «духовным отцом национал-социализма».
В период правления национал-социалистов на территории Имперского олимпийского стадиона был построен Открытый театр Дитриха Эккарта, который в настоящее время носит название «Берлинский лесной театр» (нем. Berliner Waldbühne).

## Труды
- «Большевизм от Моисея до Ленина». — Мюнхен, 1923.
- «Большевизм от Моисея до Ленина». — Мюнхен, 1924. Полный перевод с немецкого оригинала с предисловием Вальтера Штауффахера.
- Стихотворение Sturm, Sturm, Sturm положил на музыку нацистский композитор Ханс Ганссер; эта песня широко использовалась нацистами.